# Gonçalo Malheiro
Gonçalo Pinto de Mesquita Viegas Malheiro (Porto, 11 maggio 1978) è un ex rugbista a 15 e ingegnere portoghese, dal 2009 militante nel CD Direito di Lisbona e, al 2014, miglior realizzatore internazionale per il Portogallo con 279 punti.

## Biografia
Proveniente da Porto, iniziò a giocare a rugby all'età di 12 anni ed entrò nella squadra di rugby del centro sportivo dell'Università di Porto, dove intraprese gli studi in ingegneria; a tale squadra legò gran parte della sua carriera, militandovi fino al 2009 con un breve intervallo nella stagione 2004-05, in cui fu professionista in Spagna nelle file del CRC Pozuelo, con il quale giunse fino alla finale nazionale, poi sconfitto dai catalani del Santboiana.
Dal 2009 milita altresì nel GD Direito di Lisbona, con cui si è aggiudicato tre titoli nazionali di campione portoghese nel 2010, 2011 e 2013.
Del settembre 2014 è, infine, la conquista della Supercoppa portoghese, vinta in finale sul CDU Lisbona.
Ha militato nella selezione nazionale portoghese dal 1998 al 2007, anno della sua presenza internazionale più recente; con os Lobos vinse il campionato d'Europa 2002-04 e, soprattutto, contribuì alla prima qualificazione di sempre del Portogallo alla Coppa del Mondo all'edizione del 2007 in Francia; il suo incontro internazionale più recente è del campionato europeo 2006-08 a Lisbona contro la Romania.
Malheiro fa anche parte del primo gruppo di portoghesi mai convocati nella selezione a inviti dei Barbarians: la prima chiamata fu del 2003, e fino al 2005 fu invitato per l'annuale incontro dei Barbarians contro i Combined Services, la squadra delle forze armate britanniche.

## Palmarès
- Campionato europeo : 1
Portogallo: 2002-04
- Campionati portoghesi: 3
GD Direito: 2009-10, 2010-11, 2012-13
- Coppe del Portogallo: 3
CDU Porto: 2002-03, 2006-07
GD Direito: 2012-13
- Supercoppa del Portogallo di rugby a 15: 3
GD Direito: 2009, 2010, 2013, 2014